# NSP5
NSP5 (proteínas no estructural 5) codifica por segmento el genoma 11 del grupo  A de los rotavirus. En las células infectadas por el virus NSP5 se acumula en los viroplasmas. El NSP5 se ha demostrado además que se autofosforila por la interacción de NSP5 con NSP2. En el rotavirus las células infectadas por las proteínas no estructurales NSP5 y NSP2 se localizan en complejos llamados viroplasmas, donde se producen la replicación y ensamble antes de que se pueda producir a la formación de estructuras como viroplasma en la ausencia de otras proteínas del rotavirus y la replicación misma del rotavirus.